# Ritratto di donna come vergine saggia
Il Ritratto di donna come vergine saggia è un dipinto a olio su tavola (53,4x46,2 cm) di Sebastiano del Piombo, databile al 1510 circa e conservato nella National Gallery di Washington.

## Storia
L'opera è riferita al 1510 circa sulla base della somiglianza della modella con la Maddalena nella Pala di San Giovanni Crisostomo, dipinta dal giovane Sebastiano del Piombo in quegli anni. Con un vestito pressoché identico, la ragazza compare anche nel Salomè con la testa del Battista, alla National Gallery di Londra. Potrebbe trattarsi dell'amante del pittore in quel frangente.
L'opera si trovava ad Anversa presso i coniugi Jan and Jacobus van Veerle nel 1650. Arrivata a Londra, la si ritrova nelle collezioni di Edward White nel 1870, dalle quali passò attraverso un'asta Christie's e l'intermediazione di Colnaghi a sir Francis Cook, che la tenne nella sua residenza di Doughty House a Richmond upon Thames. Dopo quattro generazioni, i suoi discendenti la vendettero nel 1947 alla fondazione di Samuel H. Kress, che ne fece dono poi al museo statunitense nel 1952.

## Descrizione e stile
Ritratta a mezza figura, col busto di tre quarti verso destra e la testa ruotata invece verso sinistra, la ragazza mostra in primo piano il braccio, nudo dal gomito, con cui regge una lampada spenta, probabile allusione alla parabola evangelica delle vergini sagge e vergini stolte e pretesto per dare uno sfondo religioso al ritratto. Accurata appare la resa fisiognomica della figura, così come lo studio di luce sulla manica di raso azzurro increspata, o sulla camicia di cotone attorcigliata sulla manica, il tutto esaltato dal fondo scuro uniforme, che si deriva dai ritratti di Giorgione. Giovanissima, bella ma con qualche imperfezione, dallo sguardo fermo ma che tradisce una qualche timidezza, la sua figura appare ispirata alle realizzazioni in quegli anni di Giorgione e Tiziano, ma si distingue da esse per una vena di più fresco realismo e minore idealizzazione.

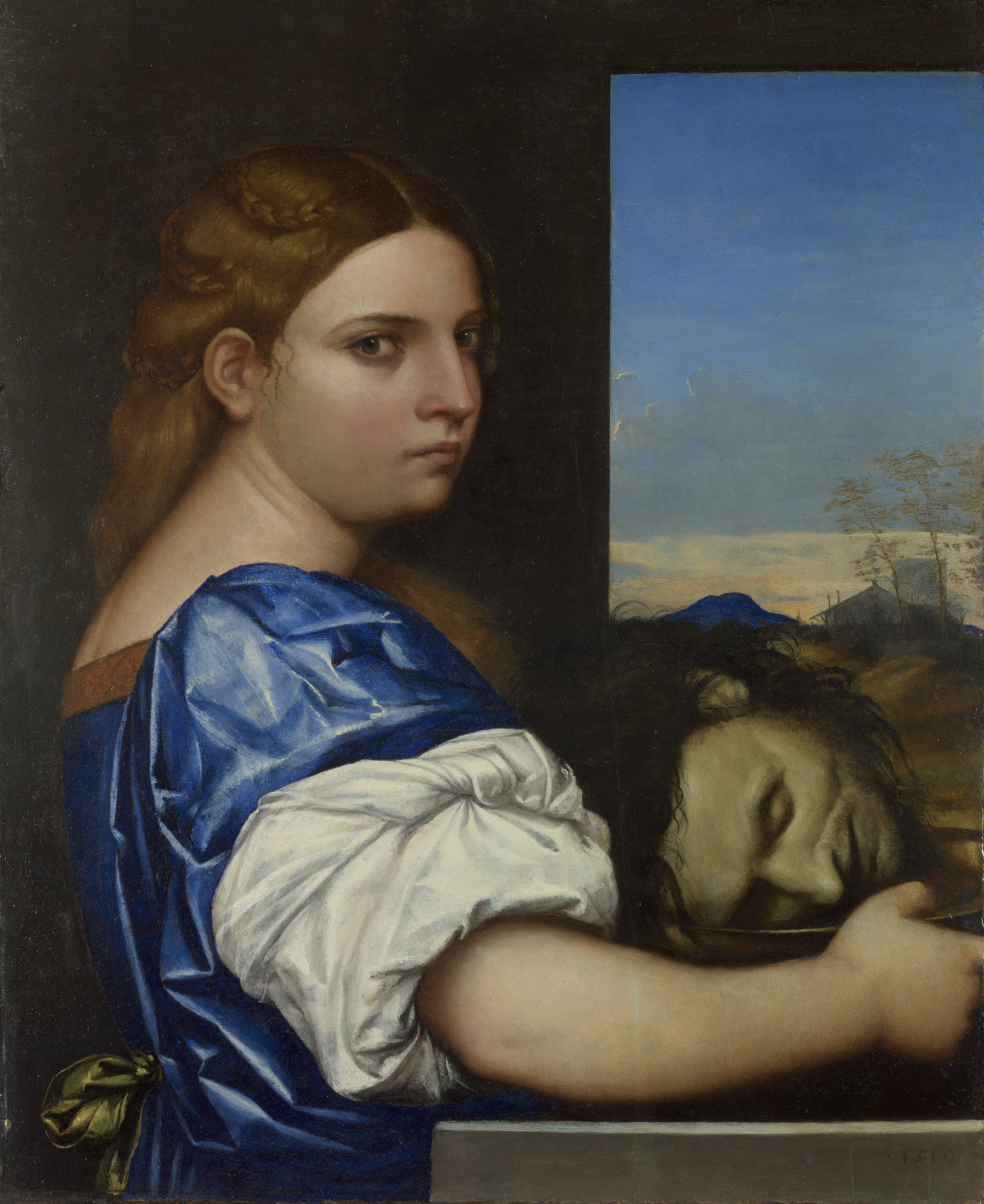
Salomè con la testa del Battista
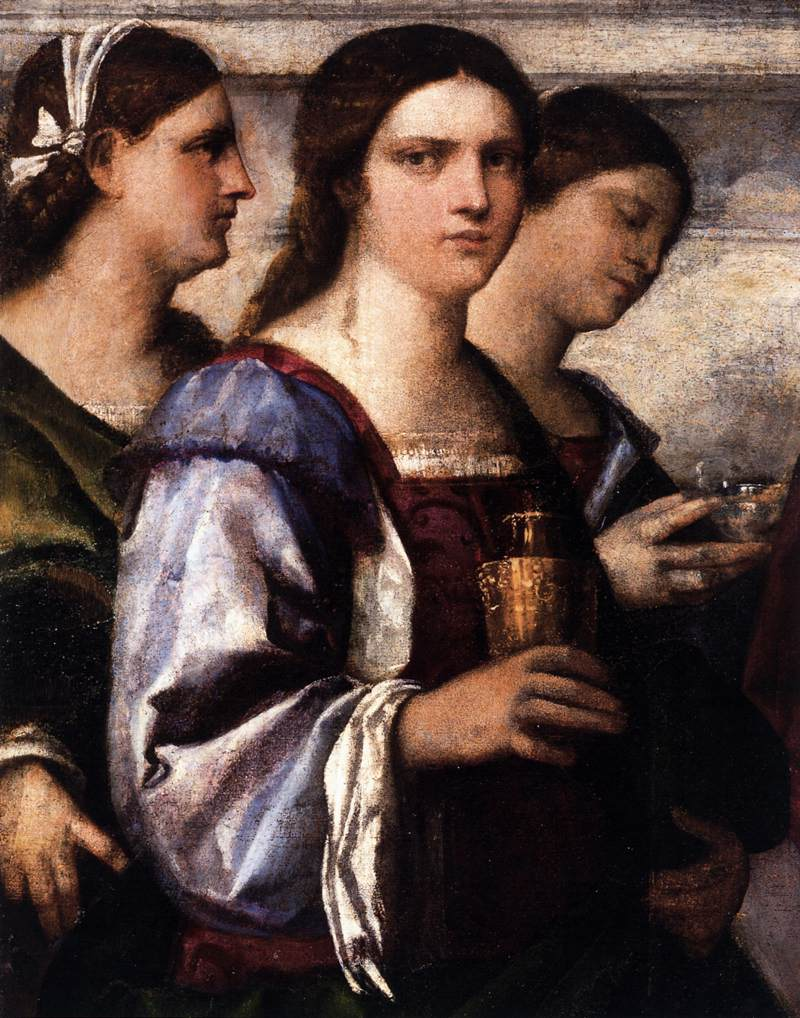
Pala di San Giovanni Crisostomo (dettaglio)